# Horace Tapscott/Diskografie

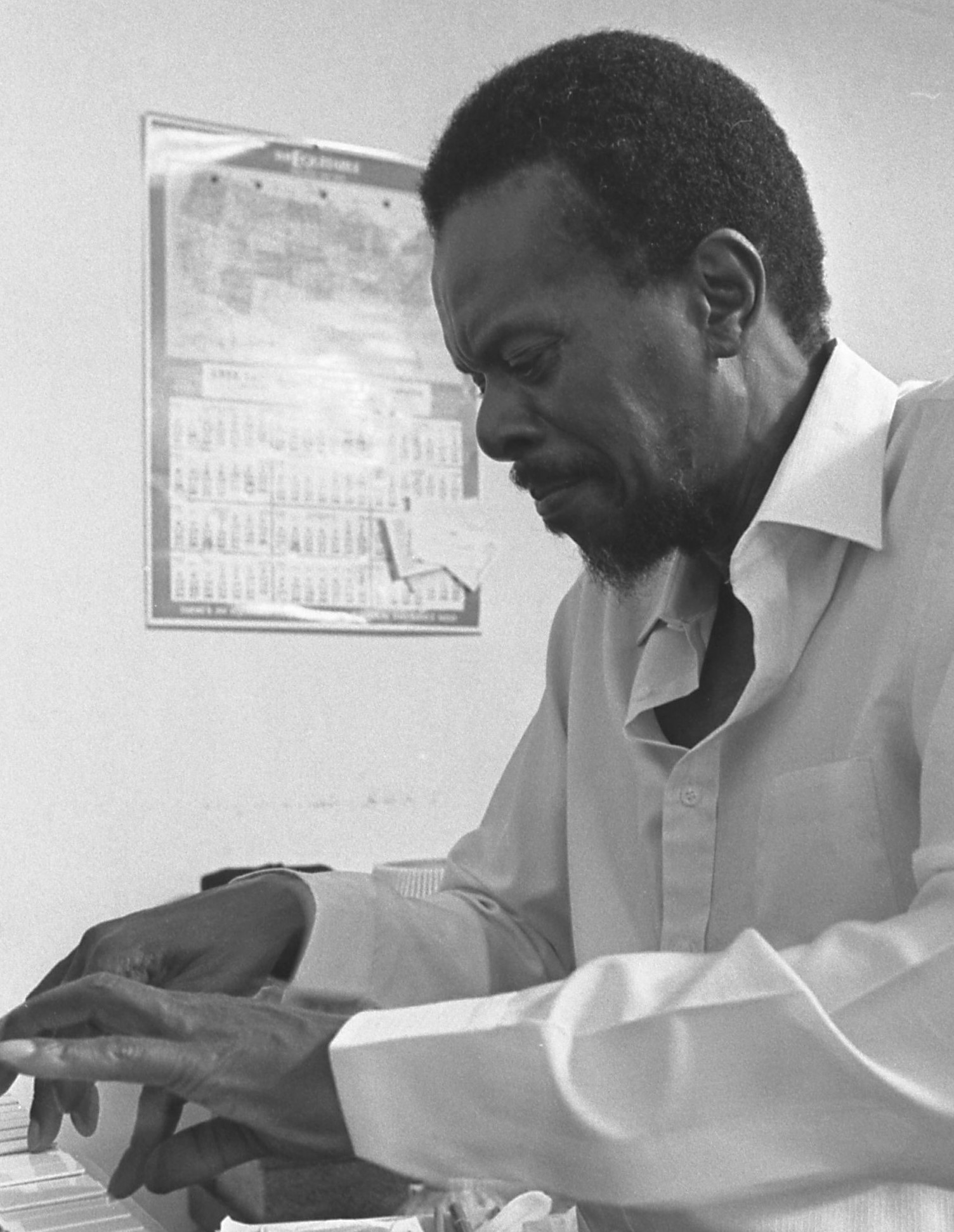
Horace Tapscott (1986)

Diese Diskografie ist eine Übersicht über die veröffentlichten Tonträger des Jazzmusikers Horace Tapscott. Sie umfasst seine Alben unter eigenem Namen (Abschnitt 1), seine Mitwirkung beim Pan Afrikan Peoples Arkestra (Abschnitt 2) und weiteren kollaborativen Bandprojekten (Abschnitt 3), posthum erschienene Aufnahmen (Abschnitt 4) und seine Mitwirkungen als Gast bei weiteren Produktionen (Abschnitt 5). Nach Angaben des Diskografen Tom Lord war er zwischen 1956 und 1998 an 92 Aufnahmesessions beteiligt.

## Alben unter eigenem Namen
Dieser Abschnitt listet die von Horace Tapscott zu Lebzeiten veröffentlichten LPs und CDs chronologisch nach dem Jahr der Veröffentlichung.

### Aufnahmen mit eigenen Bands
| Album                        | Musiklabel          | Aufnahme | VÖ   | Anmerkungen                                                                                              |
| ---------------------------- | ------------------- | -------- | ---- | --- |
| The Giant Is Awakened        | Flying Dutchman     | 1969     | 1969 | Horace Tapscott Quintet, mit Arthur Blythe, David Bryant, Walter Savage, Jr., Everett Brown, Jr.         |
| In New York                  | Interplay Records   | 1979     | 1979 | mit Art Davis, Roy Haynes                                                                                |
| At the Crossroads            | Nimbus West Records | 1979     | 1980 | Horace Tapscott, Everett Brown Jr.                                                                       |
| Autumn Colors                | Interplay           | 1980     | 1980 | mit David Bryant, Everett Brown Jr.                                                                      |
| Dial „B“ for Barbra          | Nimbus West Records | 1980     | 1981 | Horace Tapscott Sextet, mit Reggie Bullen, Gary Bias, Sabir Mateen, Roberto Miranda, Everett Brown, Jr.  |
| Live at Lobero Vol. II       | Nimbus West Records | 1981     | 1981 | mit Roberto Miranda, Sonship Theus                                                                       |
| Live at Lobero               | Nimbus West Records | 1981     | 1982 | mit Roberto Miranda, Sonship Theus                                                                       |
| Horace Tapscott Octet – Live | Americana Records   | 1987     | 1988 | mit Thurman Green, Gary Bias, Rastine Calhoun, Roberto Miranda, David Bryant, Donald Dean, Sonship Theus |
| The Dark Tree Volume 1       | hat ART             | 1989     | 1990 | mit John Carter, Cecil McBee, Andrew Cyrille                                                             |
| The Dark Tree Volume 2       | hat ART             | 1989     | 1991 | dto. |
| Aiee! The Phantom            | Arabesque Jazz      | 1995     | 1996 | mit Marcus Belgrave, Abraham Burton, Reggie Workman, Andrew Cyrille                                      |
| Thoughts of Dar Es Salaam    | Arabesque Jazz      | 1996     | 1997 | mit Ray Drummond, Billy Hart                                                                             |
| Dissent or Descent           | Nimbus West Records | 1984     | 1998 | mit Fred Hopkins, Ben Riley                                                                              |

### Solo-Aufnahmen
| Album                        | Musiklabel          | Aufnahme | VÖ   | Anmerkungen                                  |
| ---------------------------- | ------------------- | -------- | ---- | -------------------------------------------- |
| Songs of the Unsung          | Interplay Records   | 1978     | 1978 | solo                                         |
| The Tapscott Sessions Vol. 1 | Nimbus West Records | 1982     | 1982 | Tapscott solo, Lobero Theater, Santa Barbara |
| The Tapscott Sessions Vol. 2 | Nimbus West Records | 1982     | 1982 | dto.                                         |
| The Tapscott Sessions Vol. 4 | Nimbus West Records | 1982     | 1982 | dto                                          |
| The Tapscott Sessions Vol. 3 | Nimbus West Records | 1982–83  | 1983 | dto.                                         |
| The Tapscott Sessions Vol. 6 | Nimbus West Records | 1982–83  | 1983 | dto.                                         |
| The Tapscott Sessions Vol. 7 | Nimbus West Records | 1982–83  | 1983 | dto.                                         |
| The Tapscott Sessions Vol. 5 | Nimbus West Records | 1984     | 1984 | dto.                                         |
| The Tapscott Sessions Vol. 8 | Nimbus West Records | 1982–85  | 1997 | solo                                         |

## Alben mit demPan Afrikan Peoples Arkestra
| Album               | Musiklabel          | Aufnahme | VÖ   | Untertitel/Interpret                                        |
| ------------------- | ------------------- | -------- | ---- | ----------------------------------------------------------- |
| Flight 17           | Nimbus              | 1978     | 1978 | Pan Afrikan Peoples Arkestra Conductor Horace Tapscott      |
| The Call            | Nimbus              | 1978     | 1978 | Horace Tapscott Conducting the Pan Afrikan Peoples Arkestra |
| Live at I. U. C. C. | Nimbus West Records | 1979     | 1979 | Horace Tapscott with the Pan-Afrikan Peoples Arkestra       |

## Kollaborative Bandprojekte
| Album         | Musiker                         | Musiklabel   | rec  | VÖ   | Anmerkungen                  |
| ------------- | ------------------------------- | ------------ | ---- | ---- | ---------------------------- |
| Among Friends | Horace Tapsxott / Sonny Simmons | Jazz Friends | 1995 | 1999 | mit James Lewis, John Betsch |

## Posthum erschienene Aufnahmen
Dieser Abschnitt listet die posthum veröffentlichten Alben von Horace Tapscott – u. a. auch die mit dem Pan Afrikan Peoples Arkestra – chronologisch nach dem Jahr der Veröffentlichung.
| Album                                                  | Musiklabel                            | Aufnahme  | VÖ   | Anmerkungen |
| ------------------------------------------------------ | ------------------------------------- | --------- | ---- | --- |
| The Tapscott Sessions Vol. 9                           | Nimbus West Records                   | 1982–85   | 2001 | solo |
| The Tapscott Sessions Vol. 10                          | Nimbus West                           | 1982–83   | 2003 | solo Lobero Theatre Santa Barbara |
| The Dark Tree                                          | University of California Press        | 1969–76   | 2006 | Beilage des Buchs The Dark Tree (Jazz and Community Arts in Los Angeles) von Steven L. Isoardi. Die CD dokumentiert Aufnahmen des Pan-Afrikan Peoples Arkestra und des Horace Tapscott Sextet. |
| The Tapscott Sessions Vol. 11                          | Nimbus West Records                   | 1982–85   | 2007 | solo |
| Lighthouse 79, Vol. 1                                  | Nimbus West                           | 1979      | 2009 | mit Reggie Bullen, Gary Bias, Roberto Miranda, David Bryant, George Goldsmith |
| Lighthouse 79, Vol. 2                                  | Nimbus West                           | 1979      | 2009 | dto. |
| Little Afrika                                          | Absord Music Japan, Interplay Records | 1983      | 2010 | solo |
| Faith                                                  | Absord Music Japan, Interplay Records | 1983      | 2010 | mit Roberto Miranda, Louis Spears, Melvin Moore, Everett Brown Jr. |
| Why Don’t You Listen? Live at LACMA, 1998              | Dark Tree                             | 1998      | 2019 | Horace Tapscott with the Pan-Afrikan Peoples Arkestra and the Great Voice of UGMAA |
| Ancestral Echoes: The Covina Sessions, 1976            | Dark Tree                             | 1976      | 2020 | Pan-Afrikan Peoples Arkestra |
| Live in Avignon, France 1989                           | Village                               | 1989      | 2020 | Horace Tapscott/Michael Session Live im Théâtre du Chêne noir, Avignon |
| Live at Century City Playhouse 9/9/79                  | Nimbus West Records                   | 1979      | 2021 | Horace Tapscott & Pan Afrikan Peoples Arkestra |
| The Quintet                                            | Mr Bongo                              | 1969      | 2022 | |
| Legacies for Our Grandchildren: Live in Hollywood 1995 | Dark Tree                             | 1995      | 2022 | Horace Tapscott Quintet mit Thurman Green, Michael Session, Roberto Miranda, Fritz Wise, Dwight Trible                                                                                         |
| Tapscott + Winds                                       | Nimbus West Records                   | 1983      | 2022 | mit Aubrey Hart, Kafi Larry Roberts |
| 60 Years                                               | The Village                           | 1961–2019 | 2023 | The Pan-Afrikan Peoples Arkestra |
| Live at I.U.C.C. 2/25/1979                             | Nimbus West Records                   | 1979      | 2024 | The Pan-Afrikan Peoples Arkestra Conducted by Horace Tapscott |
| Live at I.U.C.C. 2/25/1979                             | Nimbus West Records                   | 1979      | 2024 | The Pan-Afrikan Peoples Arkestra Conducted by Horace Tapscott |
| Live at I.U.C.C.11/25/1979                             | Nimbus West Records                   | 1979      | 2024 | The Pan-Afrikan Peoples Arkestra Conducted by Horace Tapscott |
| Live at I.U.C.C.4/27/80                                | Nimbus West Records                   | 1980      | 2024 | The Pan-Afrikan Peoples Arkestra Conducted by Horace Tapscott |
| Live At I.U.C.C. 4/29/1979                             | Nimbus West Records                   | 1979      | 2024 | The Pan-Afrikan Peoples Arkestra Conducted by Horace Tapscott |
| Live at I.U.C.C. 3/25/1979                             | Nimbus West Records                   | 1979      | 2024 | The Pan-Afrikan Peoples Arkestra Conducted by Horace Tapscott |
| Live at Widney High December 26th, 1971                | The Village                           | 1971      | 2025 | The Pan-Afrikan Peoples Arkestra Conducted by Horace Tapscott, u. a. mit Butch Morris |

## Alben als Solist/Interpret oder Komponist/Arrangeur bei weiteren Produktionen
| Album                                          | Künstler                              | Musiklabel      | rec  | Anmerkungen |
| ---------------------------------------------- | ------------------------------------- | --------------- | ---- | --- |
| Pachuko Hop                                    | Chuck Higgins                         | Combo 12        | 1952 | als Arrangeur |
| Dance Party                                    | Peppy Prince                          | Dootone         | 1956 | |
| Black and Blue                                 | Lou Rawls                             | Capitol         | 1962 | |
| Jazz Frontier                                  | Lou Blackburn                         | Imperial        | 1963 | wiederaufgelegt als Perception bei Fresh Sounds 1999 |
| Two Note Samba                                 | Lou Blackburn                         | Imperial        | 1963 | wiederaufgelegt als Perception bei Fresh Sounds 1999 |
| Mosaic Select: Onzy Matthews                   | Onzy Matthews                         | Mosaic          | 1963 | u. a. mit Al Viola, Dupree Bolton, Gabe Baltazar, Curtis Amy, Jay Migliori |
| Tobacco Road                                   | Lou Rawls                             | Capitol         | 1963 | |
| Blues with a Touch of Elegance                 | Onzy Matthews                         | Capitol         | 1964 | |
| The Sounds of Broadway/The Sounds of Hollywood | Curtis Amy                            | Palomar         | 1965 | |
| Sonny’s Dream (Birth of the New Cool)          | Sonny Criss                           | Prestige        | 1968 | Tapscott (arr/comp) |
| Going Up                                       | David T. Walker                       | Revue           | 1969 | |
| Head Start                                     | Bob Thiele Emergency                  | Flying Dutchman | 1969 | Tapscott ist zu hören in „In the Vineyard“, mit Bobby Bradford, John Carter, Tom Williamson, Bruz Freeman                                                                                 |
| Seize the Time                                 | Elaine Brown, Black Panther Party     | Vault           | 1969 | mit Horace Tapscott (arr, cond) und dem Pan-Afrikan Peoples Arkestra |
| Elaine Brown                                   | Elaine Brown                          | Black Forum     | 1973 | mit Horace Tapscott (arr, cond) |
| I Want Some Water                              | Billie Harris                         | Nimbus West     | 1983 | mit David Bryant, Everett Brown, Jr., Daa’oud Woods; „Many Nights Ago“ (1979) mit dem Pan Afrikan Peoples Arkestra                                                                        |
| Live at Bing Theatre, Los Angeles, 1985        | Roberto Miranda’s Home Music Ensemble | Dark Tree       | 1985 | veröffentlicht 2021, mit Bobby Bradford, John Carter, James Newton, Thom David Mason, Louis R. Miranda, Sr., Louis R. Miranda, Jr., David Bottenbley, Elias „Buddy“ Toscano, Cliff Brooks |
| Sharps and Flats                               | Jesse Sharps Quintet                  | Nimbus West     | 1985 | veröffentlicht 2018 |
| ’N Session                                     | Michael Session                       | ITMP            | 1990 | mit Steve Smith, Jon Williams, Nate Morgan, Henry Franklin, Sonship „Woody“ Theus |
| Le Vivre                                       | Nelly Pouget                          | Minuit Regards  | 1993 | mit Kent Carter, Andrew Cyrille sowie Michel Godard, J. F. Jenny-Clark, Gérard Siracusa                                                                                                   |
| Leimert Park                                   | Kamau Daa’ood                         | MAMA            | 1997 | mit Michael Session, James Newton, Nate Morgan, Karen Briggs, Roberto Miranda, Billy Higgins, Willie Jones III, Carmen Bradford, Dwight Trible u. a.                                      |

## Kompilationen
| Album                                                | Musiklabel       | VÖ   | Anmerkungen |
| ---------------------------------------------------- | ---------------- | ---- | --- |
| Modern Jazz Piano Forum – Interplay Special Volume 1 | Art Union        | 1990 | Horace Tapscott Trio mit Roberto Miranda, Everett Brown, Jr. („Sketches of Drunken Mary“, Aufnahmen von 1983)                                                         |
| Kimus #4                                             | HatHut           | 1990 | Enthält Material („The dark tree (#3)“) aus den Sessions zu dem HatHut-Album The Dark Tree; weitere Stücke stammen von Fritz Hauser, Franz Koglmann, Anthony Braxton. |
| What Is Jazz? Festival 1996                          | Knitting Factory | 1998 | Horace Tapscott Trio mit Ray Drummond, Billy Hart |